# Martina Formanová
Martina Formanová, rodným jménem Martina Zbořilová (* 9. ledna 1966 Brno) je česká spisovatelka a scenáristka, jejímž manželem byl oscarový režisér Miloš Forman.

## Osobní život
Absolvovala Gymnázium Křenová v Brně. Později odešla do Prahy, kde v 90. letech vystudovala scenáristiku na Filmové a televizní fakultě Akademie múzických umění. Během vysokoškolského studia pracovala jako modelka. Ve Spojených státech, kam poprvé odletěla v roce 1994, se nejdříve živila úklidem. 
V první polovině 90. let udržovala partnerský vztah se zpěvákem Karlem Gottem.
V roce 1998 přivedla na svět dvojčata Andrewa a Jamese Formanovy. V roce 1999 se provdala za jejich otce, režiséra Miloše Formana, s nímž se seznámila v rámci konzultací své diplomové práce. Jejím domovem je rodinná lesní usedlost ve státě Connecticut. Vlastní také byt v New Yorku.
V rozhovoru pro časopis Moje psychologie v únoru 2018 uvedla, že je feministka.